# Língua caquinte
Caquinte (Caquinte Campa), também Poyenisati, é uma língua Aruaque do Peru que é falada ao longo dos rio Poyeni, Mayapo, Picha, Yori e Agueni rivers, havendo também falantes nas proximidades dos rios Sensa e Vitiricaya.

## Escrita
A língua caquinte usa uma forma do alfabeto latino desenvolvida por missionários, qual tem as vogais A, E, I e O curtas e longas (duplas). Não tem as consoantes B, D, F, L, Q, W, Z isoladas.  Apresenta as formas C/S/K, Ch/Č, Ñ, Qu/K,  Sh/X, Ts/Tz.

## Amostra de texto
Aquejetavacaajiaca maasano caquinte. Chooca aquenquejantaca maasano, chooca amejigaca, atsajiaque taaca opajitapae ocameetsataque antajiguica. Tee oncameetsateji iromperaperanajicaji, tee oncameetsateji irogashinoncajajiacaji. Jero cameetsatatsica aavacaj aiaquempa.
Português
Todos os seres humanos nascem livres e iguais em dignidade e direitos. São dotados de razão e consciência e devem agir em relação uns aos outros com espírito de fraternidade (Artigo 1º da Declaração Universal dos Direitos Humanos).